# Kiss (CHARAのアルバム)
『Kiss』（キス）は、日本の歌手Charaが2008年9月24日にリリースした1作目のミニアルバム。

## 概要
CDのみの形態での発売。「kiss」と「きえる」は、「きえる」が映画版主題歌となった『蛇にピアス』の作者金原ひとみが共同で作詞を手掛けた。「kiss」と「きえる」以外の3曲はカバー曲が収録されている。

## 収録曲

### CD
1. Kiss
作詞：Chara & Hitomi Kanehara、作曲・編曲：Chara
「きえる」のアナザーソング。
2. Tomorrow（英語版）
作詞：Martin Charnin（英語版）、作曲：Charles Storuse、編曲：Zentaro Watanabe
アステラス製薬CMソングのカバー。
3. Time After Time / ハナレグミ×Chara
作詞・作曲：Robert Hyman（英語版） / Cyndi Lauper、編曲：Makoto Minagawa & Chara
4. Ya Ya (あの時代を忘れない)
作詞・作曲：Keisuke Kuwata、編曲：Chara
5. きえる
作詞：Hitomi Kanehara & Chara、作曲・編曲：Chara
映画『蛇にピアス』主題歌。